# Colt Nichols
Colt Nichols   (Muskogee, 22 de març de 1994) és un pilot professional de motocròs nord-americà que competeix als Campionats AMA des del 2015. A data del 2023 n'havia guanyat un títol de supercross, concretament el de 250cc de la Regió Est de 2021, amb Yamaha. Des d'octubre del 2022, competeix a la classe de 450cc amb HRC Honda.

## Resultats per any als campionats AMA

### Temporada 2021
(Llegenda)
| Any Campionat | Rda 1 | Rda 2 | Rda 3 | Rda 4 | Rda 5 | Rda 6 | Rda 7 | Rda 8 | Rda 9 | Rda 10 | Rda 11 | Rda 12 | Rda 13 | Rda 14 | Rda 15 | Rda 16 | Rda 17 | Posició mitjana | % Podis | Posició |
| ------------- | ----- | ----- | ----- | ----- | ----- | ----- | ----- | ----- | ----- | ------ | ------ | ------ | ------ | ------ | ------ | ------ | ------ | --------------- | ------- | ------- |
| 2021 250 SX-E | 3     | 2     | 1     | 1     | 1     | 3     | 2     | -     | -     | -      | -      | -      | -      | -      | -      | 3      | 2      | 2,00            | 100%    | 1r      |